# Tanyderus oculatus
Tanyderus oculatus är en tvåvingeart som först beskrevs av Riedel 1921.  Tanyderus oculatus ingår i släktet Tanyderus och familjen Tanyderidae. Inga underarter finns listade i Catalogue of Life.